# Mantidactylus grandidieri
Espèce
Statut de conservation UICN

 LC  : Préoccupation mineure
Mantidactylus grandidieri est une espèce d'amphibiens de la famille des Mantellidae.

## Taxinomie
Selon Franco Andreone, cette espèce est très proche et souvent confondue avec Mantidactylus guttulatus et une autre espèce non encore décrite qui se rencontre dans le Nord-Est de Madagascar.

## Distribution et habitat

Aire de répartition de Mantidactylus grandidieri.

Cette espèce est endémique de Madagascar. Elle se rencontre dans l'est de l'île. Toutefois, le flou qui entoure son statut taxonomique ne permet pas de valider entièrement la carte ci-contre. Elle est présente du niveau de la mer jusqu'à 1 500 m d'altitude.
Elle vit dans les forêts tropicales et subtropicales humides, de basse altitude et de montagne.

## Description

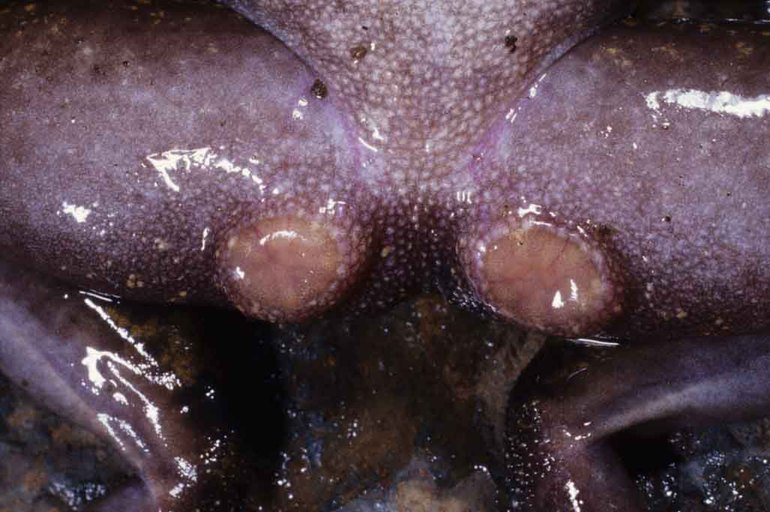
Mantidactylus grandidieri - Glandes fémorales

Mantidactylus grandidieri mesure de 75 à 108 mm. Son dos est brun, soit uni, soit avec de petites taches jaunes ou blanches, soit encore avec des reflets plus sombres. Certains individus présentent une bande longitudinale jaune. Ses pattes arrière ont parfois des taches orangées. Son ventre est grisâtre avec des taches sombres. Sa peau est plutôt lisse sur le dos. Les mâles ont des glandes fémorales circulaires d'environ 6 à 7,5 mm, les femelles de 3,5 à 4 mm.

## Étymologie
Son nom d'espèce, grandidieri, lui a été donné en référence à Alfred Grandidier, naturaliste et explorateur français qui a collecté les spécimens concernés.

## Publication originale
- Mocquard, 1895 : Sur les reptiles recueillis à Madagascar de 1867 à 1895 par M. Grandidier. Bulletin de la Société philomathique de Paris, sér. 8, vol. 7, p. 93-111 (texte intégral).